# Vaara (Oulu)
Pour les articles homonymes, voir Vaara (homonymie).
Vaara est  un  quartier du district central de la ville d'Oulu en Finlande.

## Description
Le district a 2 297 habitants (1.1.2013).
Le quartier est situé entre les rues Uusikatu et Ratakatu. 
Vaara est bordé par les quartiers de Pokkinen, Raksila et Vanhatulli.
On y trouve, entre autres, la gare d'Oulu, la gare routière,t la poste d'Oulu et le parc de Vaara.

## Galerie

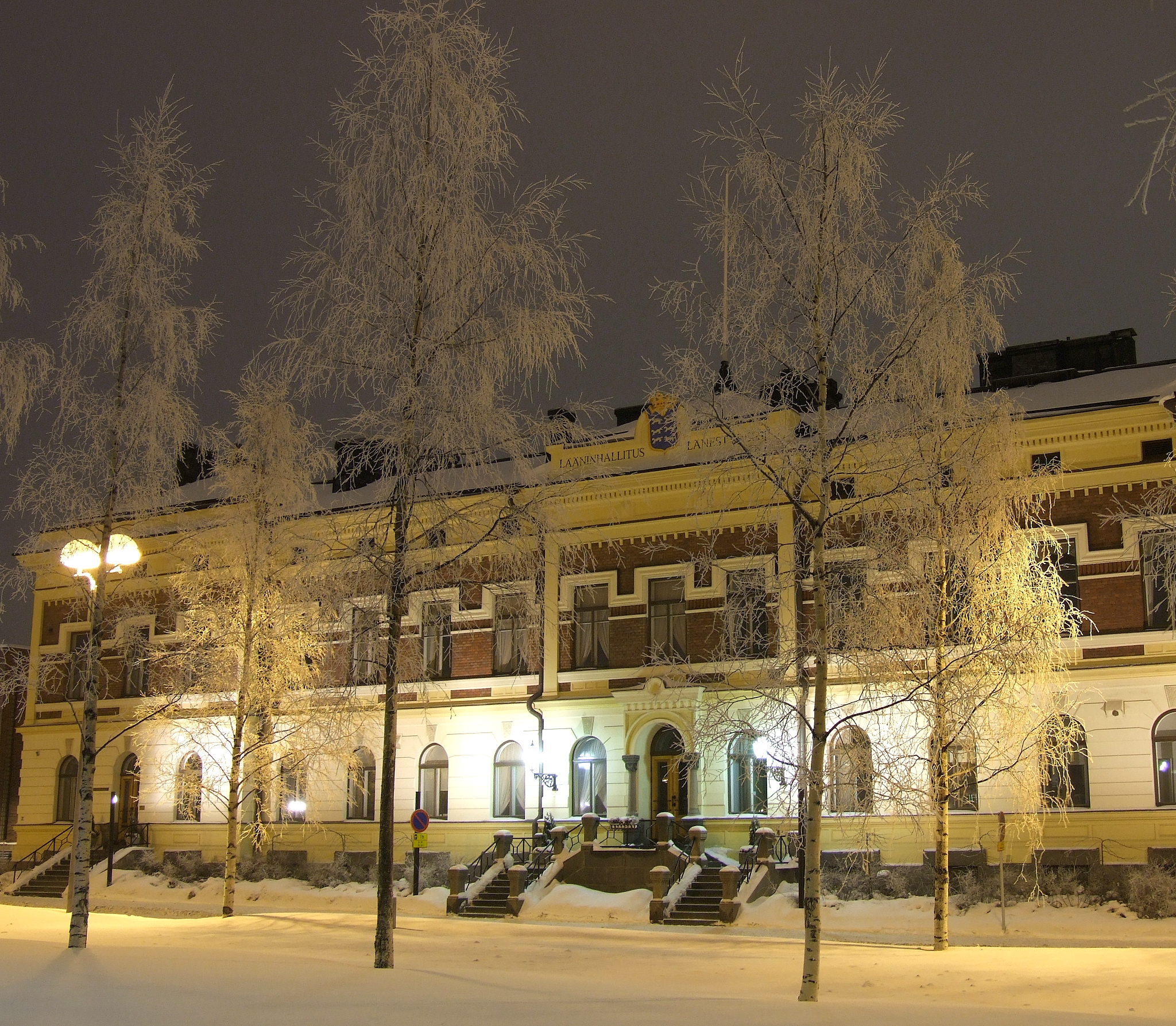
Résidence du gouverneur de la Province d'Oulu .
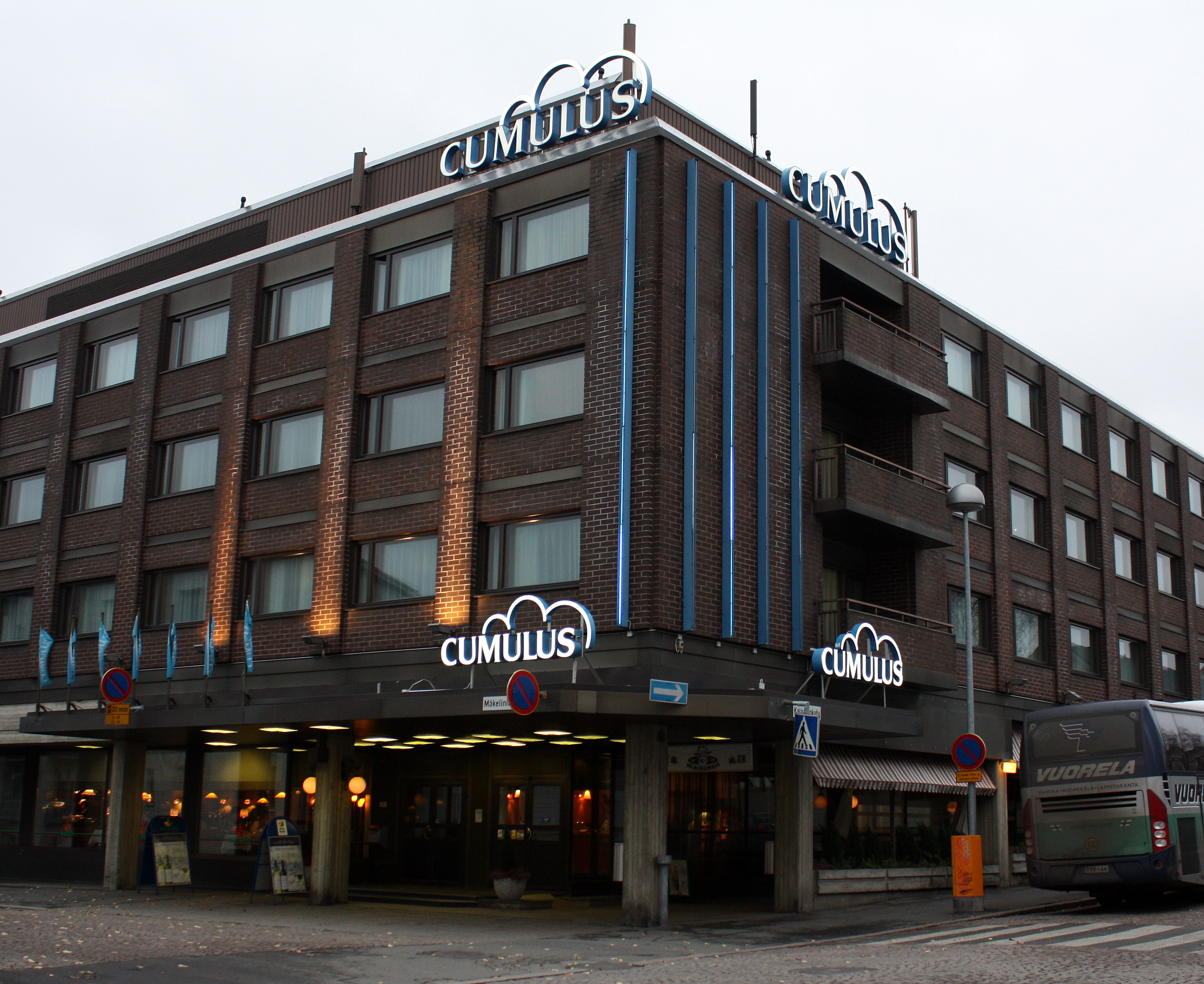
L’hôtel Cumulus.
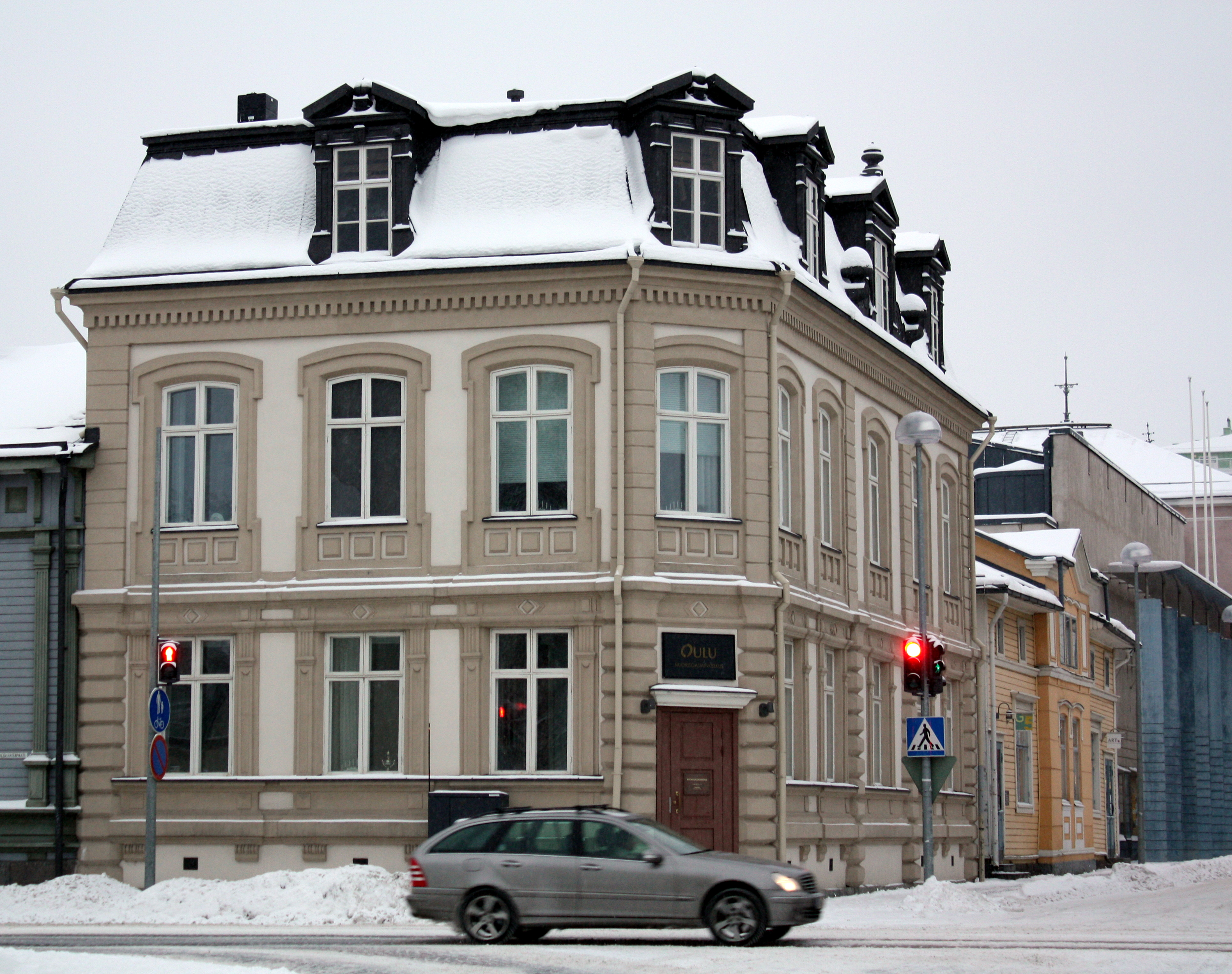
Centre de la jeunesse.
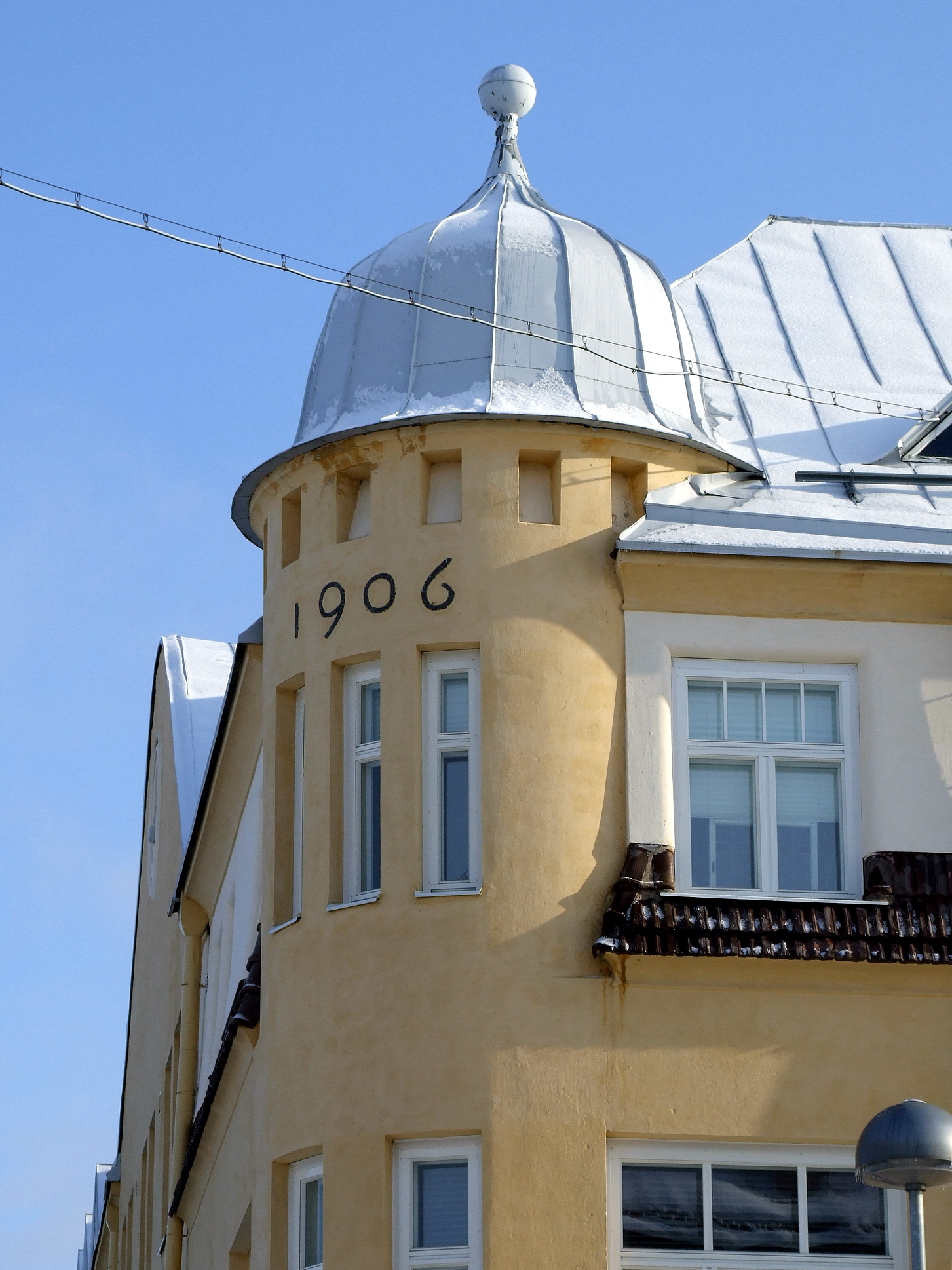
Tuomitalo.
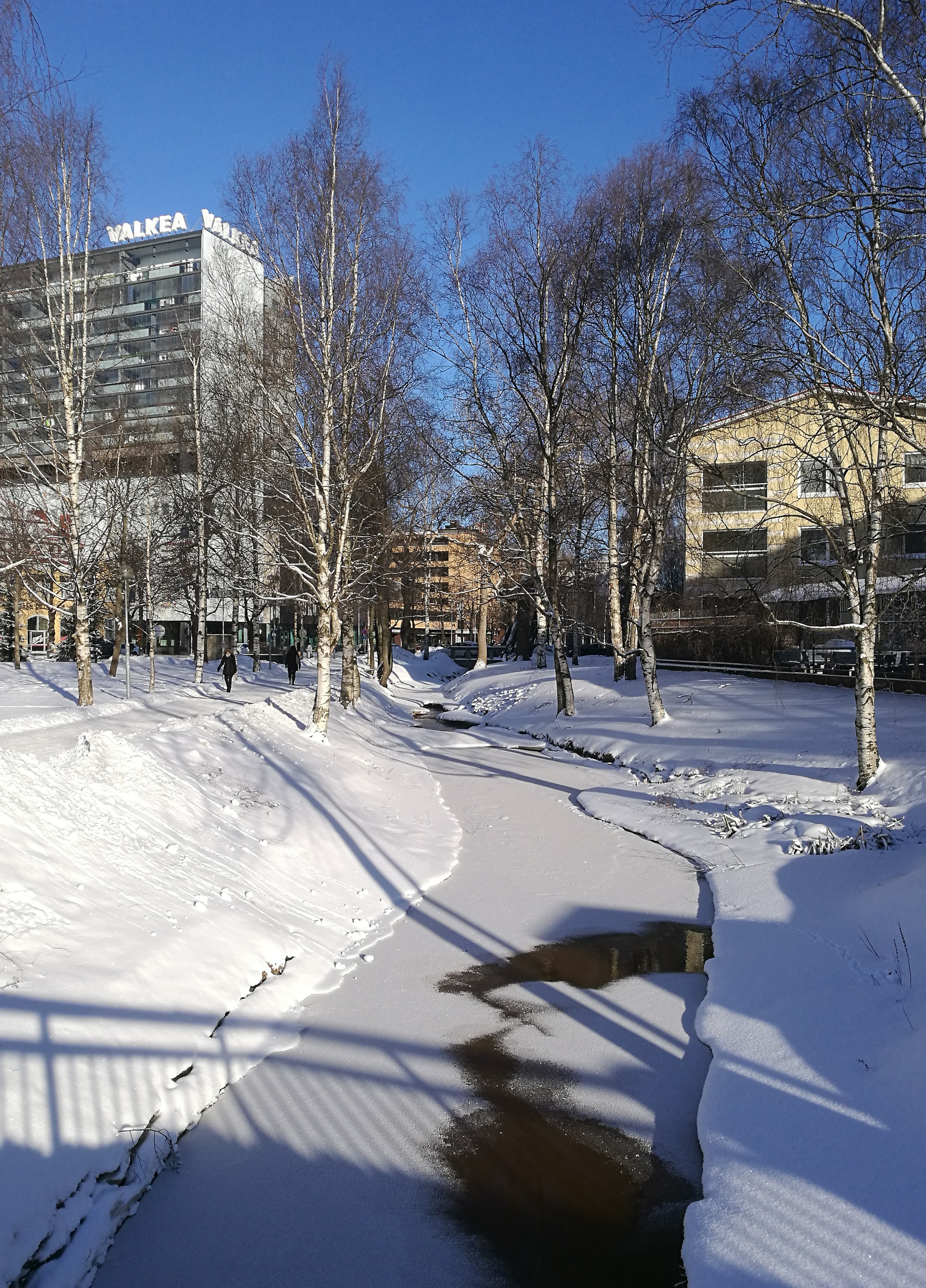
Parc de Vaara